# Reinhard Naumann

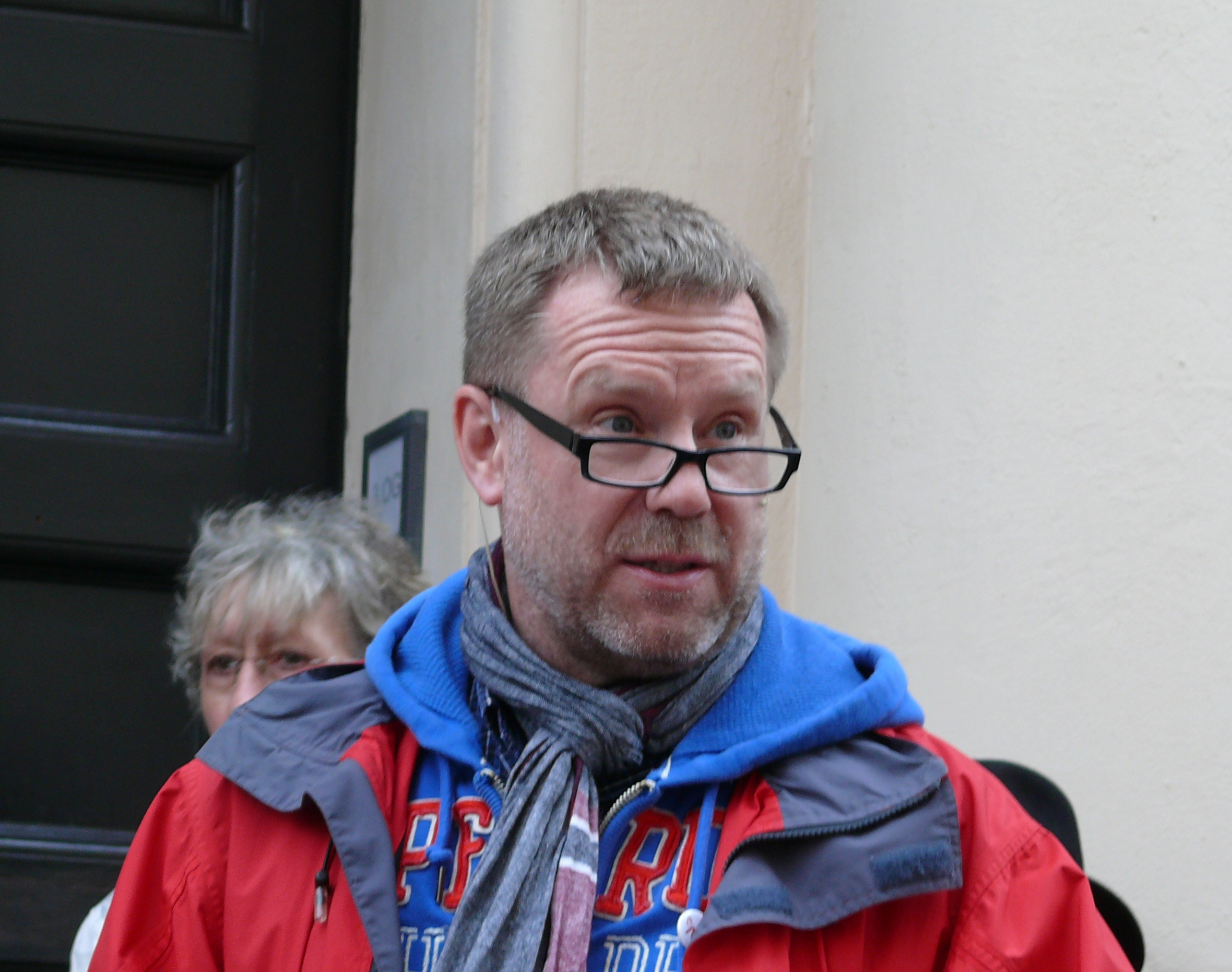
Reinhard Naumann 2013

Reinhard Naumann (* 10. August 1960 in West-Berlin) ist ein deutscher Politiker (SPD). Er ist seit März 2023 Mitglied des Abgeordnetenhauses von Berlin. Seit 1979 ist er Mitglied der SPD.
Von Januar 2001 bis Oktober 2011 war er Bezirksstadtrat für Jugend, Familie, Schule und Sport des Berliner Bezirks Charlottenburg-Wilmersdorf und von 2011 bis 2021 war er Bezirksbürgermeister.

## Biografie
Naumann ist der Sohn des ersten Pfarrers der Sühne-Christi-Kirche Bringfried Naumann. Er wuchs in West-Berlin auf. 1979 legte er das Abitur am Schiller-Gymnasium ab, ehe er ein Jurastudium aufnahm. Dies schloss er mit dem 2. Staatsexamen und dem Schwerpunkt Staats- und Verwaltungsrecht ab. Nach seinem Eintritt in die SPD war er für die Jusos tätig und zeitweise auch Landesvorsitzender der Schwusos, der Vereinigung der Lesben und Schwulen innerhalb der Sozialdemokratischen Partei. Im Jahr 1989 wurde Naumann Mitglied der Bezirksverordnetenversammlung Charlottenburg.
Von 1992 bis 1995 war er stellvertretender Referatsleiter beim Berliner Landesamt für zentrale soziale Aufgaben. Hier engagierte er sich auch bei der Rehabilitierung von ehemaligen DDR-Bürgern, die politisch verfolgt worden waren. Zwischen 1995 und 2000 fungierte Naumann als Referent in der Senatsverwaltung für Arbeit, Soziales und Frauen.
Von Januar 2001 bis Oktober 2011 war er Bezirksstadtrat für Jugend, Familie, Schule und Sport im Berliner Bezirk Charlottenburg-Wilmersdorf. Am 27. Oktober 2011 wurde Reinhard Naumann zum Bezirksbürgermeister von Charlottenburg-Wilmersdorf gewählt. Nach den Wahlen zur BVV 2016 wurde Naumann mit den Stimmen von SPD und Grünen für weitere fünf Jahre zum Bezirksbürgermeister gewählt. Für die Wahl 2021 zum Bezirksbürgermeister kandidierte er nicht mehr und trat im Wahlkreis Charlottenburg-Wilmersdorf 4 für das Abgeordnetenhaus von Berlin an, verfehlte jedoch den Einzug ins Abgeordnetenhaus. Nach der Wiederholungswahl 2023 zog er über die Bezirksliste der SPD Charlottenburg-Wilmersdorf in das Berliner Abgeordnetenhaus ein.
Naumann wohnt seit 1963 in Berlin-Charlottenburg und ist verheiratet.

## Ehrungen
Am 25. Juli 2022 erhielt Naumann von Bundesverteidigungsministerin Christine Lambrecht für seine besonderen Verdienste um die Bundeswehr das Ehrenkreuz der Bundeswehr in Gold. Charlottenburg-Wilmersdorf verbindet eine über 20-jährige Partnerschaft mit der 5. Kompanie (Luftwaffe) des Wachbataillons. Im Rahmen seiner kommunalpolitischen Verantwortung hat Naumann die Verbindung zur Bundeswehr und insbesondere zur 5. Kompanie stets intensiv gepflegt.